# Atlántica
Atlántica (s podtitulem Revista de Arte y Pensamiento, tedy časopis umění a mysli) je časopis věnovaný současnému umění a kultuře. Vydává jej Centro Atlántico de Arte Moderno sídlící v Las Palmas de Gran Canaria na Kanárských ostrovech. První číslo vyšlo v říjnu 1990 ve španělštině. Poté, co došlo v roce 1992 ke změně vedení, začal magazín vycházet dvojjazyčně – španělsky a anglicky. Magazín obsahuje kritiky, rozhovory a články o uměleckých projektech. Jeho poslání je interdisciplinární: sociologie a filozofie jsou zahrnuty kdykoli tyto předměty osvětlují nejnovější a složitější tendence v oblasti současného umění. V různých obdobích do časopisu přispívali například Nancy Davenport, Christian Leigh, Arthur Danto, Okwui Enwezor, Gerardo Mosquera, Alexander Kluge, Hans-Ulrich Obrist, Olu Oguibe, Octavio Zaya a Slavoj Žižek.